# Réarrangement de Wolff
Le réarrangement de Wolff est une réaction de réarrangement d'une α-diazo-cétone en cétène,,. Cette réaction a été décrite la première fois par Ludwig Wolff en 1912.
Ce réarrangement est catalysé par la lumière, la chaleur ou un catalyseur à base de métaux de transition comme de l'oxyde argenteux (Ag2O). De l'azote est expulsé formant un intermédiaire carbénique qui se réorganise. Ce réarrangement 1,2 est l'étape-clé de la synthèse d'Arndt-Eistert.
La réaction peut procéder dans certains cas par un mécanisme de concertation : dans ce cas, il n'y a pas d'intermédiaire carbène. Des études mécanistiques ont essayé de déterminer si la migration est concertée avec la perte d'azote. La conclusion qui s'en dégage est que le carbène est généré par des réactions photochimiques, mais que la réaction peut être concertée dans des conditions thermiques.
Dans une de ses utilisations, le réarrangement de Wolff se produit dans un montage électrochimique dans lequel l'oxyde argenteux est réduit en argent élémentaire sous forme de nanoparticules monodisperses (2-4 nm de diamètre) qui déclenchent la décomposition de la diazocétone par la formation d'un cation radicalaire.